# Pic del Port Vell
Le pic del Port Vell est un sommet sur la frontière entre l'Andorre et l'Espagne culminant à une altitude de 2 653 ou 2 657 mètres entre la paroisse de La Massana et la commune d'Alins (Pallars-Sobirà).

## Toponymie
Pic a le même sens en catalan qu'en français et désigne un sommet pointu par opposition aux tossa et bony fréquemment retrouvés dans la toponymie andorrane et qui correspondent à des sommets plus « arrondis ». Pic est un terme d'origine latine.
Port est un terme issu du latin portus qui désigne dans les Pyrénées un col de montagne,.

## Géographie

### Topographie
Le pic del Port Vell est situé sur la frontière entre l'Andorre et l'Espagne entre la portella de Sanfonts au nord et le cap de l'Ovella au sud. Il surplombe l'estany de les Truites et se trouve à l'extrême limite sud du parc naturel des vallées du Coma Pedrosa en Andorre et dans le parc naturel de l'Alt Pirineu en Catalogne.

### Géologie
Le pic del Port Vell est situé sur la chaîne axiale primaire des Pyrénées formée de roches du Paléozoïque. Le pic est formé essentiellement de roches de nature métamorphique avec le schiste au premier plan.
| \| Pic del Port Vell \|                                 |                                                        |
| Pic del Port Vell sur la carte géologique de l'Andorre. | Pic del Port Vell surplombant l'estany de les Truites. |
| Pic del Port Vell                                       |                                                        |

## Voies d'accès
Le pic del Port Vell est accessible par le GR 11 espagnol depuis le village d'Arinsal puis par le GRP. Le refuge de Coma Pedrosa est le refuge de montagne le plus proche.